# Горышин (город)
Горышин — город, существовавший в XI—XVII веках на территории современной Тверской области России.

## История
В период литовской экспансии на восток Горышин входил в состав Великого княжества Литовского и был, вероятно, сожжён войсками московского князя Ивана Калиты в числе пограничных «литовских городков» в 1335 году. Горышин упомянут в грамоте великого князя литовского Ольгерда константинопольскому патриарху Филофею 1371 года как один из его городов, взятых московскими ратями в ходе литовско-московской войны 1368—1372 годов. В «Списке русских городов дальних и ближних» 1375—1381 годов Горышин назван в числе литовских городов. Вероятно, он был вновь присоединён к Московскому княжеству в 1381—1382 годах и окончательно закреплён за ним по русско-литовскому договору 1449 года.
В XV–начале XVII века Горышин являлся погостом, административным центром Горышинской волости Ржевского уезда, в нём находилась деревянная церковь Николая Чудотворца. В конце Ливонской войны, которую вёл царь Иван Грозный, в 1581 году Горышин пострадал от действий польско-литовской армии под командованием князя Радзивилла. В период Смутного времени в начале XVII веке он был вновь сожжён польскими войсками и с тех пор не восстанавливался.

## Городище
Городище расположено на правом берегу Волги северо-восточнее деревни Лошаково. Занимает мыс коренного берега реки, ограниченный с запада и юга оврагами. С востока к нему примыкает полуразрушенная каменная церковь Николая Чудотворца погоста Горышин (1783). Городище занимает вершину холма высотой 40 м, отделённого глубоким оврагом от берега реки. Площадка городища — овальная (50х20 м). Искусственные укрепления прослеживаются плохо. Культурный слой глубиной 1 м насыщен осколками обожённых камней, костями животных, обломками гончарной древнерусской керамики XI—XIV веков. Севернее городища находится неукреплённое селище—посад того времени.